# 7 월드 트레이드 센터 (1987년~2001년)
7 월드 트레이드 센터(7 World Trade Center)는 미국 뉴욕주 뉴욕 시 맨해튼 구에 있던 세계 무역 센터의 부속 건물이다. 세계무역센터의 제7번 건물이었으며, 약칭으로 7WTC이라는 별칭이 있었다, 지상 47층, 185m짜리 업무용 고층 빌딩으로 건설되었다. 2001년 9월 11일 9.11테러로 1WTC가 붕괴되면서, 그 잔해가 7WTC를 덮치면서 건물이 심각하게 파손된 후, 결국 붕괴되었다.
기존의 세븐 월드 트레이드 센터는 46층의 높이, 외부는 붉은 석조, 사다리꼴의 형태로 이루어져 있었다. 건물과 월드 트레이드 센터 광장은 높은 보도로 연결되었다. 건물 위에는 콘솔리데이티드 에디슨의 변전소가 놓였는데, 독특하면서도 디자인에 제약을 가졌다. 1987년 건물이 개장했을 당시 실버스테인은 임차인이 없어 어려움을 겪었다. 1988년 샐러먼브라더스는 장기임대차 계약을 했고, 건물의 주요 임차인이 되었다. 2001년 9월 11일 제7 세계 무역 센터는 월드 트레이드 센터가 붕괴하던 중 가까운 북쪽 타워의 잔해로 손상을 입었다. 이로 인해 화재가 발생했고, 건물의 저층은 오후 내내 타올랐다. 건물 내부 화재를 진화하기에는 수압이 부족했고, FEMA에 따르면 5:21:10 pm에 완전히 붕괴되었다. 반면 NIST에서는 5:20:52 pm에 완전히 붕괴되었다고 발표했다. 붕괴는 내부 기둥이 휘어지면서 시작되었고 구조적으로도 결함을 가진 것이 계기가 되었다. 5:20:33 pm에 펜트하우스 옥상층이 무너지면서 외부에서도 뚜렷히 보였다. 기존 제7 세계 무역 센터는 방치된 화재가 주요 원인으로 작용해 붕괴한 첫 고층 건물이고, 화재로 인한 붕괴한 세계 최초의 강철 마천루였다.

## 건물의 구성
세븐 월드 트레이드 센터, 즉 7 WTC 빌딩은 지상 47층과 G층(지하)로 구성된 185m의 업무용 건물로 내부는 사무공간과 벙커, 지하주차장, 변전소로 구성되었다. 건설 당시 7WTC 자리에 콘 에디슨 변전소가 있었기 때문에, 콘 에디슨 변전소 위에다 그대로 건물을 시공하는 방식으로 건설했다. 이 때문에 1층부터 2층까지는 변전소 시설을 두고 3층을 메인 로비로 사용되었다.
자세한 층별 구성은 다음과 같다.
| 층수 | 입주 업체 |
| ---- | --- |
| 47   | — |
| 46   | 살로몬 스미스 바니 |
| 45   | 살로몬 스미스 바니 |
| 44   | 살로몬 스미스 바니 |
| 43   | 살로몬 스미스 바니 |
| 42   | 살로몬 스미스 바니 |
| 41   | 살로몬 스미스 바니 |
| 40   | 살로몬 스미스 바니 |
| 39   | 살로몬 스미스 바니 |
| 38   | 살로몬 스미스 바니 |
| 37   | 살로몬 스미스 바니 |
| 36   | 살로몬 스미스 바니 |
| 35   | 살로몬 스미스 바니 |
| 34   | 살로몬 스미스 바니 |
| 33   | 살로몬 스미스 바니 |
| 32   | 살로몬 스미스 바니 |
| 31   | 살로몬 스미스 바니 |
| 30   | 살로몬 스미스 바니 |
| 29   | 살로몬 스미스 바니 |
| 28   | 살로몬 스미스 바니 |
| 27   | 살로몬 스미스 바니, 스탠다드차타드 은행                                                                                |
| 26   | 살로몬 스미스 바니, 스탠다드차타드 은행                                                                                |
| 25   | 미국 국세청, 미국 국방부, 중앙 정보국                                                                                  |
| 24   | 살로몬 스미스 바니, 미 국세청 지역 협의회                                                                              |
| 23   | 살로몬 스미스 바니, 뉴욕 비상관리사무실                                                                                |
| 22   | 살로몬 스미스 바니, 연방 주택 융자 은행                                                                                |
| 21   | 살로몬 스미스 바니, 퍼스트 스테이트 매지니먼트 그룹 주식회사, ITT 하트포드 보험 그룹                                   |
| 20   | 살로몬 스미스 바니, ITT 하트 포드보험 그룹                                                                             |
| 19   | 살로몬 스미스 바니, ITT 하트 포드보험 그룹, NAIC 증권                                                                  |
| 18   | 살로몬 스미스 바니, 평등 고용 기회 위원회                                                                              |
| 17   | — |
| 16   | — |
| 15   | — |
| 14   | — |
| 13   | 살로몬 스미스 바니, 프로비덴트 재무 관리 회사, 아메리칸 익스프레스 국제 은행, 미국 증권거래위원회, 스탠다드차타드 은행 |
| 12   | 미국 증권거래위원회 |
| 11   | 미국 증권거래위원회 |
| 10   | 미국 비밀검찰국, 스탠다드차타드 은행                                                                                   |
| 9    | 미국 비밀검찰국 |
| 8    | 아메리칸 익스프레스 국제 은행                                                                                          |
| 7    | 아메리칸 익스프레스 국제 은행, 프로비던트 재무 관리                                                                    |
| 6    | 살로몬 스미스 바니 |
| 5    | 살로몬 스미스 바니 |
| 4    | 살로몬 스미스 바니 |
| 3    | 살로몬 스미스 바니 |
| 2    | 살로몬 스미스 바니 |
| 1    | 살로몬 스미스 바니 |
| G    | 살로몬 스미스 바니 |

## 역사
초기 1966년 뉴욕에 사무공간을 대량 공급하기 위해 계획되었다. 1983년 콘 에디슨 변전소와 합의가 완료되어 착공되었다. 착공 4년 만인 1987년 완공 및 개장했다. 이후 1993년 2월 26일 폭탄 테러가 발생하여 1994년까지 폐장하였으며 1994년 재개장하였다. 2001년 9월 11일, 1 월드 트레이드 센터 건물이 붕괴되면서 그 잔해가 덮치면서 대형 화재가 발생 했으며, 대형 화재에 의해 철골에 심각한 손상이 발생하여 붕괴되어 완파되었다.

## 현재
7 월드 트레이드 센터가 있던 자리에는 현재 세븐 월드 트레이드 센터가 재건되었다.

## 같이 보기
- 뉴욕의 마천루 목록